# Kay Böger
Kay Böger (* 31. Oktober 1971 in Hamburg-Eppendorf) ist ein deutscher Schauspieler.

## Leben
1993 absolvierte Böger eine dreijährige Schauspielausbildung beim Hamburger Schauspiel-Studio Frese. Seine erste Hauptrolle hatte er 1996 in Alle zusammen – jeder für sich, einer Daily Soap, die damals auf RTL 2 lief. Nachdem er 1998 für Unter uns engagiert gewesen war, wurde er ab 1999 in der Rolle des Tom Seiffert bei Verbotene Liebe einem größeren Publikum bekannt. Böger spielte in der Serie bis 2003. Seitdem war er u. a. 2010 in der ProSieben-Game-Show Solitary, wo er den vierten Platz belegte, sowie 2012 bei Das perfekte Promi-Dinner auf VOX zu sehen.
Aufgrund fehlender Rollenangebote arbeitet Böger inzwischen als Kellner.

## Filmografie (Auswahl)
- 1996: Liane
- 1996–1997: Alle zusammen – jeder für sich, als Thorsten Kladow
- 1998: Verbotene Liebe, als Lorenz von Brunswick
- 1998: Unter uns, als Oliver Wagner
- 1999: St. Angela (Das Sommerfest), als Jörn Lohmann
- 1999–2003, 2005: Verbotene Liebe, als Dr. Tom Seifert
- 2001: St. Angela (Chaos, Kummer und Schikanen), als Peer Glocke
- 2005: Adelheid und ihre Mörder (Leichenwagen), als Robert Fischer
- 2010: Solitary
- 2015: In Gefahr – Ein verhängnisvoller Moment: Wolf – Alptraum Doppelleben